# RAF Fighter Command
Le RAF Fighter Command était le commandement de la Royal Air Force, regroupant les unités d'avions de chasse britanniques. Il fut formé en 1936 lorsque le Fighting Area de l'Air Defence of Great Britain (en) changea de nom. Il fut dissous et ses unités intégrées au Strike Command en 1968.